# Hyphessobrycon mutabilis
Hyphessobrycon mutabilis är en fiskart som beskrevs av Costa och Géry, 1994. Hyphessobrycon mutabilis ingår i släktet Hyphessobrycon och familjen Characidae. Inga underarter finns listade i Catalogue of Life.